# Lista primarilor din Vălenii de Munte
Această listă cuprinde primarii localității Vălenii de Munte, din anul 1900 până în prezent.
- Simion N. Pisău (1900-1906)
- Nicolae N. Papazol (1907)
- Simion N. Pisău (1908-1910)
- I. I. Cereșanu (1911)
- Constantin Papozol (1912-1913)
- I. I. Cereșanu (1914)
- Constantin Papozol (1915-1916)
- Ioan C. Mǖller (1917)
- Constantin Papozol (1918-1919)
- Ioan C. Mǖller (1920-1921)
- Ioan Zamfirescu (1921)
- Constantin N. Papozol (1922-1925)
- Dem Rădulescu (1926)
- Constantin Papazol (1927-1929)
- Ioan C. Mǖller (1929-1932)
- George Morcovescu (1933)
- Alexandru Popescu (1934)
- Constantin Miulescu (1934-1937)
- Nicolae Arghir (1937)
- Constantin Miulescu (1938-1940)
- Tănăsescu Sava (1941-1942)
- Dr. Gh. Brătescu (1942)
- Constantin St. Niculescu (1943-1944)
- Grigore N. Rădulescu (1944-1945)
- D. Teodorescu (1945-1946)
- D. Antonescu (1946-1947)
- Petre Matei (1947-1950)
- Stelian Savu (1950-1954)
- Manta Ion (1954-1955)
- Ioja Victoria (1956-1957)
- Moinea Nicolae (1958-1960)
- Nilă Constantin (1961-1964)
- Strănescu Vasile (1965-1968)
- Băjenaru Dumitru (1968-1969)
- Grigore Mihail (1970-1972)
- Ogrezeanu Aurelian (1972-1976)
- Stelian Manolescu (1977-1984)
- Oancea Florentin (1984-1989)
- Dedu Ion (1990-1991)
- Stelian Manolescu (1992-2008)
- Nițu Mircea (2008-2012)
- Constantin Florin (2012-prezent)